# Vandalorum

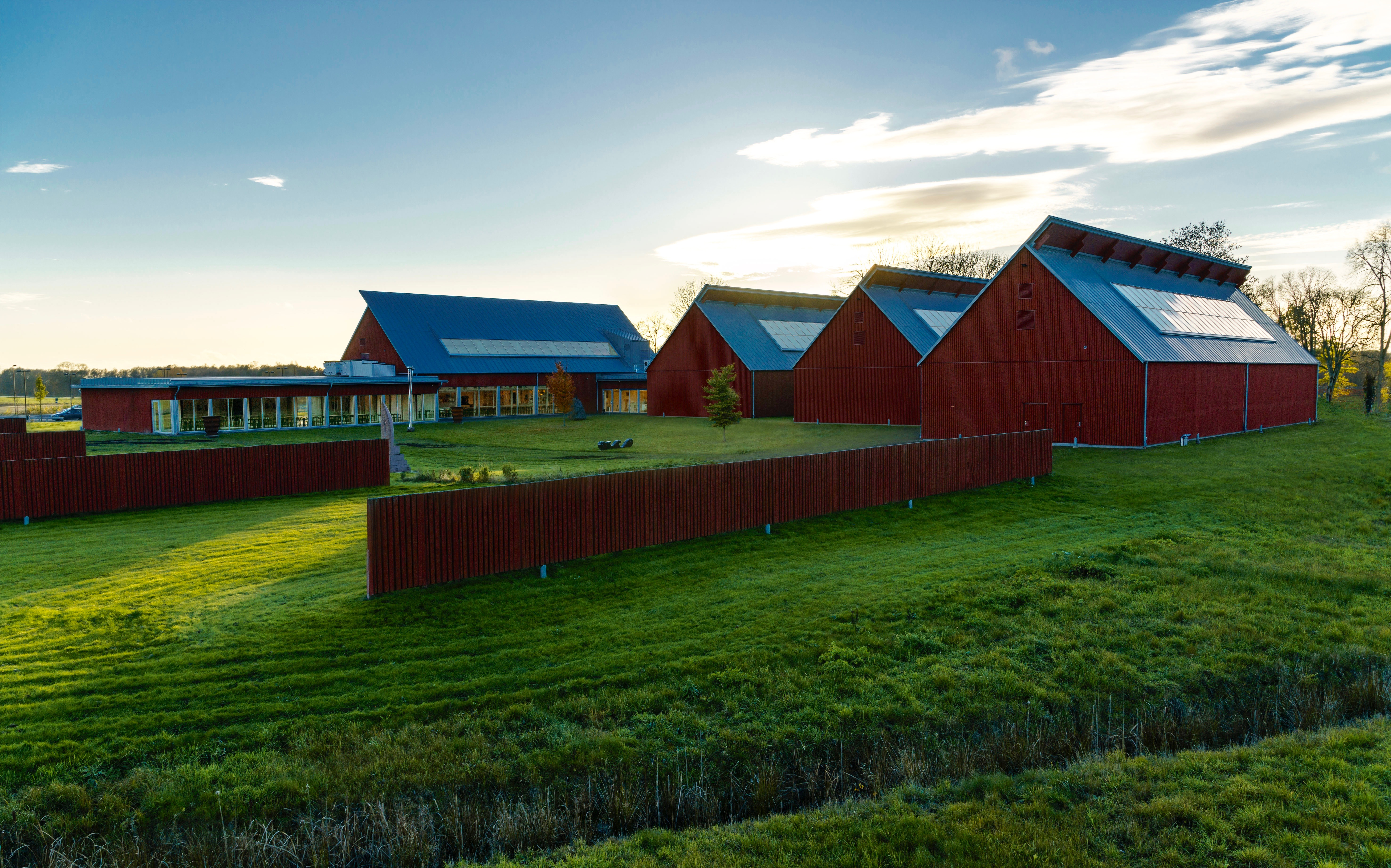
Vandalorum

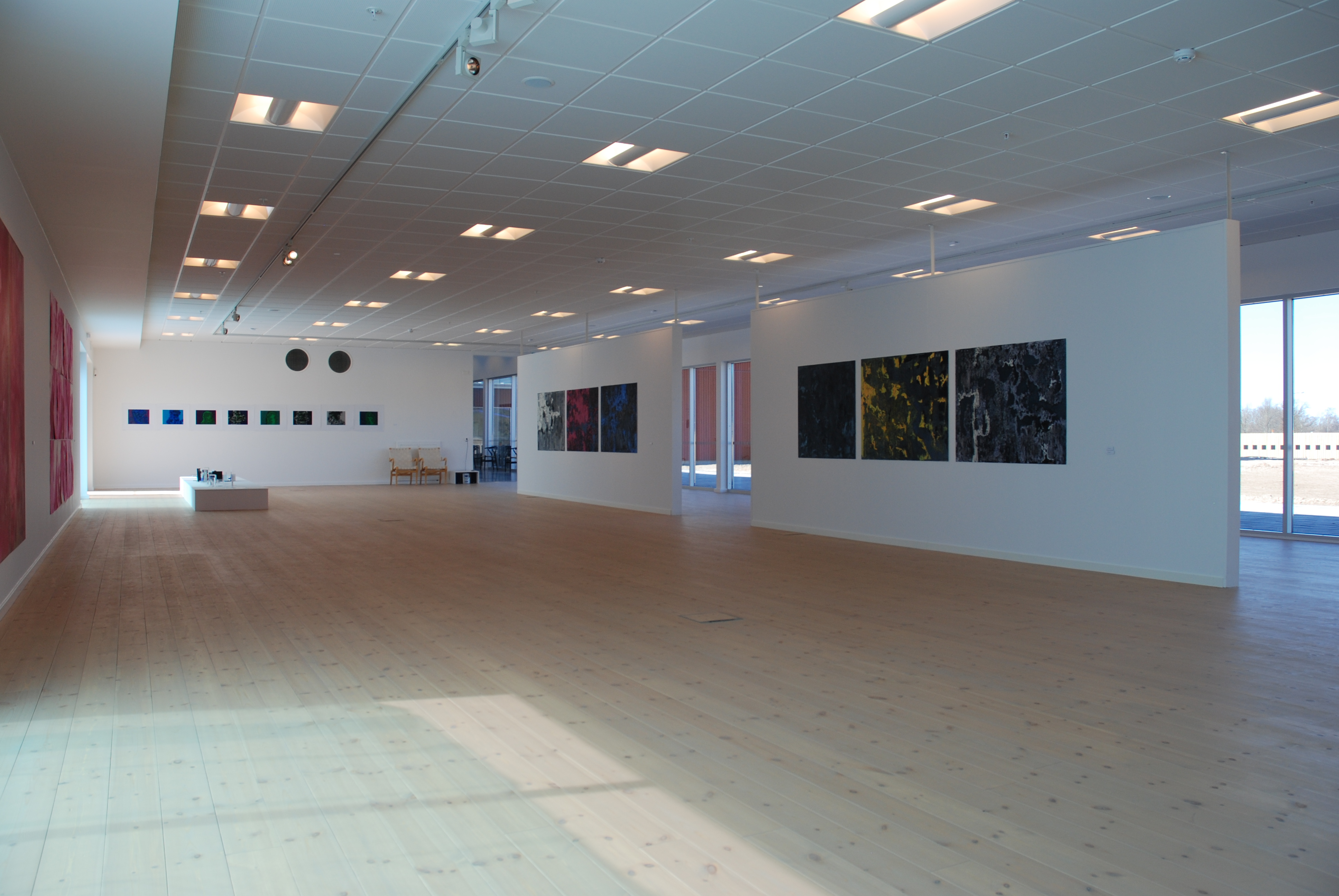
Interiör

Vandalorum är en konst- och designinstitution i Värnamo.
Vandalorum är en plats för regional, nationell och internationell samtidskonst och design. Vandalorum stiftades av Smålands Konstnärsförbund och Smålands Konstarkiv med Sven Lundh som initiativtagare och företrädare för konstnärerna. Etapp 1 invigdes med 3 000 m2 den 16 april 2011 och är byggt enligt ett originalkoncept av den italienske arkitekten Renzo Piano. Inspirationen har han hämtat från lokala byggnadstraditioner och framförallt från den monumentala röda torklada som en gång fanns på platsen. Den 21 januari 2017 invigdes etapp 2 med ytterligare 800 m2.

## Historik
Idégivare om en konsthall i Värnamo med designinriktning var Sven Lundh, grundare av möbelföretaget Källemo AB i Värnamo. Ursprungligen diskuterades konceptet redan 1984 och 1998 konkretiserades planerna med bildandet av Stiftelsen Museum Vandalorum. Till projektledare utsågs Sune Nordgren.

## Projektet
Renzo Piano skisserade 1998 en anläggning med elva låga, laduliknande och sammanbundna hus kring en innegård' för tillfälliga utställningar av konst och design, en permanent utställning, restaurang och  lokaler för högre designutbildning i samarbete med olika universitet och högskolor. Denna uppläggning har bara delvis genomförts.

## Verksamhet
På Vandalorum visas tillfälliga utställningar av formgivning och konst. Smålands Konstarkiv har också sin verksamhet förlagd på Vandalorum.